# The Ellen DeGeneres Show
The Ellen DeGeneres Show, spesso abbreviato e stilizzato in ellen, è stato un talk-show televisivo statunitense condotto dall'attrice comica Ellen DeGeneres.
Il programma è stato candidato 171 volte ai Daytime Emmy Awards, vincendo 61 volte, superando il The Oprah Winfrey Show.
In onda dall'8 settembre 2003 al 26 maggio 2022, è stato prodotto dalla Telepictures, una società controllata dalla Warner Bros. Television e trasmesso negli Stati Uniti ed in Canada in syndication.

## Struttura e concept del programma
Il programma si basava sia sul concept di un talk show che di un game show. Concentrandosi principalmente sull'intervistare personaggi famosi, in alcuni casi il programma sottoponeva gli intervistati a brevi giochi, scherzi e gag. Il programma prevedeva spesso giochi di partecipazione del pubblico con premi in palio, variabili da gadgets a premi in somme di denaro.

## Emittenti e produzione
Per le prime cinque stagioni, il programma è stato registrato allo "Studio 11" degli "NBC Studios" (oggi "The Burbank Studios") di Burbank, in California. È stato poi trasferito allo "Stage 1" nei Warner Bros. studios, lì vicino.
Il 20 gennaio 2016 è stato reso noto che il programma sarebbe stato prodotto per altre 3 stagioni, fino al 2020.. Nel 2021 la conduttrice ha annunciato che la diciannovesima stagione (2021-2022), sarebbe stata l'ultima del talk show. l'ultimo episodio del talk show è andato in onda il 26 maggio 2022.

## Stagioni
| Edizione | Anno      | Puntate | Puntate |
| -------- | --------- | ------- | ------- |
| 1ª       | 2003-2004 | 166     |         |
| 2ª       | 2004-2005 | 180     |         |
| 3ª       | 2005-2006 | 170     |         |
| 4ª       | 2006-2007 | 171     |         |
| 5ª       | 2007-2008 | 150     |         |
| 6ª       | 2008-2009 | 173     |         |
| 7ª       | 2009-2010 | 172     |         |
| 8ª       | 2010-2011 | 171     |         |
| 9ª       | 2011-2012 | 171     |         |
| 10ª      | 2012-2013 | 168     |         |
| 11ª      | 2013-2014 | 168     |         |
| 12ª      | 2014-2015 | 170     |         |
| 13ª      | 2015-2016 | 177     |         |
| 14ª      | 2016-2017 | 171     |         |
| 15ª      | 2017-2018 | 177     |         |
| 16ª      | 2018-2019 | 189     |         |
| 17ª      | 2019-2020 | 188     |         |
| 18ª      | 2020-2021 | 185     |         |
| 19ª      | 2021-2022 | 180     |         |

## Controversie

### Pandemia Covid-19
Nella data 11 marzo 2020 Ellen DeGeneres ha affermato via Twitter che il programma sarebbe stato sospeso sino al miglioramento del quadro epidemiologicico, per garantire la sicurezza del pubblico e dello staff. Successivamente quest'ultimo ha accusato lo show di non aver fatto chiarezza in merito agli stipendi del periodo di non messa in onda.
Nei momenti critici dell'epidemia lo spettacolo è stato prodotto anche a casa della conduttrice.

### Condizioni lavorative
Nel luglio 2020, BuzzFeed News ha pubblicato un articolo in cui ex dipendenti dello show accusavano i produttori esecutivi di molestie, razzismo e aggressioni fisiche, facendo prendere posizioni alla WarnerMedia, aprendo un'inchiesta sul caso. A seguito dell'indagine, tre dirigenti sono stati licenziati assieme ai produttori esecutivi Ed Glavin, Kevin Leman e Jonathan Norman. Lo show ha promesso di prendere provvedimenti per cambiare quanto accaduto; DeGeneres si è scusata, ammettendo di essere sicura che il suo show fosse "un luogo sicuro e felice" rimanendo profondamente delusa dell'accaduto.

## Premi e riconoscimenti
Lo show è stato candidato per undici Emmy Awards nella sua prima stagione, vincendone quattro, incluso il premio come Best Talk Show. Nella seconda stagione ottenne dodici nomination, vincendo sei Emmy Award, incluso quello come Best Talk Show e Best Show Host. Al 2020 ha vinto 61 Emmy su 171 candidature.
Ai GLAAD Media Awards del 2009 è stato premiato per il miglior episodio di un talk show.

## Nella cultura di massa
- Lo show viene citato in un episodio della sitcom Joey.
- La trasmissione appare nel The Bernie Mac Show.
- Lo spettacolo televisivo compare nella serie Six Feet Under.
- In un episodio della seconda stagione di Veronica Mars, Logan Echolls, dopo aver passato due giorni in prigione, ricorda di aver visto per due giorni di seguito solo Ellen. In un episodio della quinta stagione di Una mamma per amica, Luke dice a Sookie di "sedersi, rilassarsi e guardare Ellen che balla un po'".
- Il programma televisivo appare nell'episodio 10 della decima stagione della serie "The Big Bang Theory".